# Tomürisz

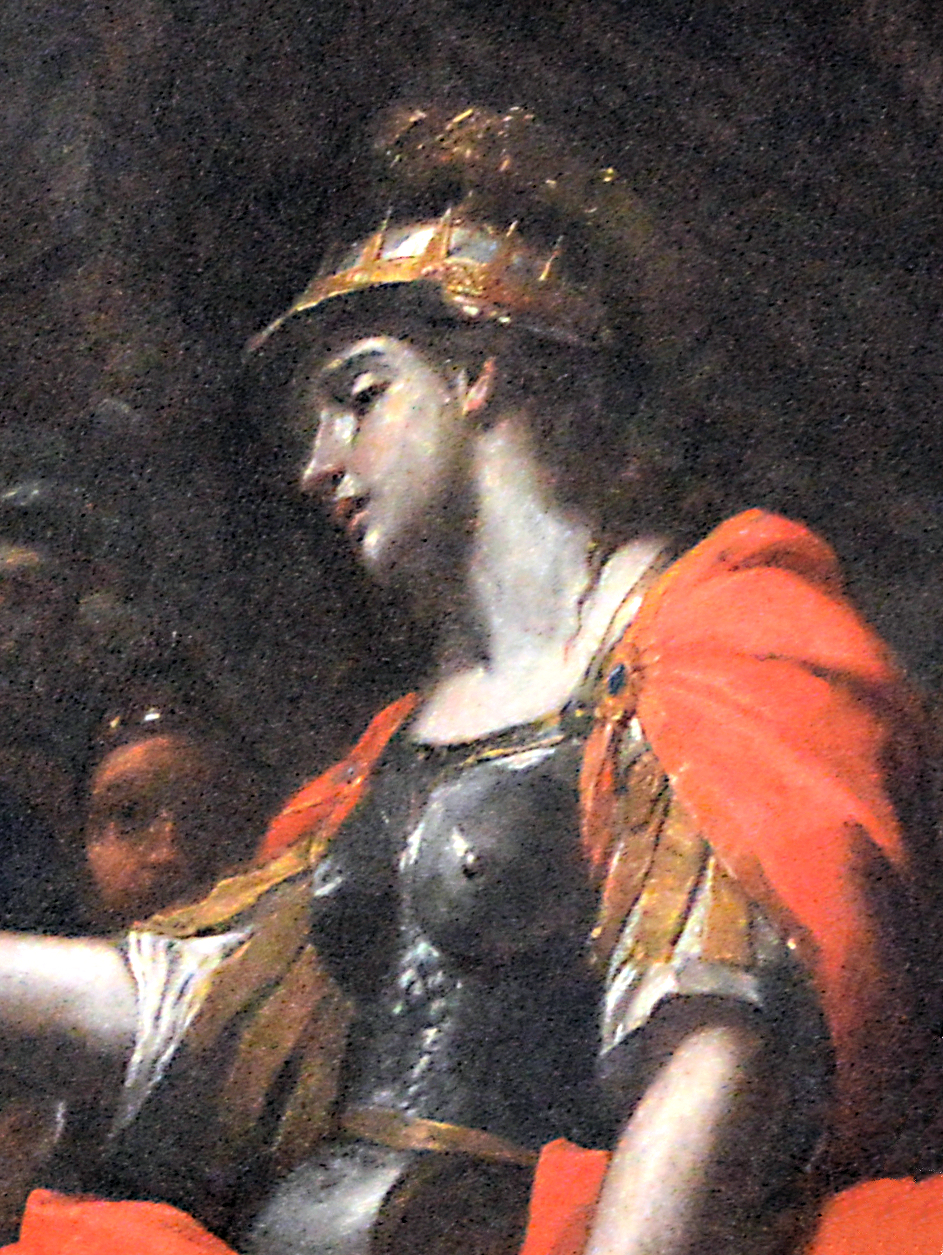
17. századi festmény Tomüriszról

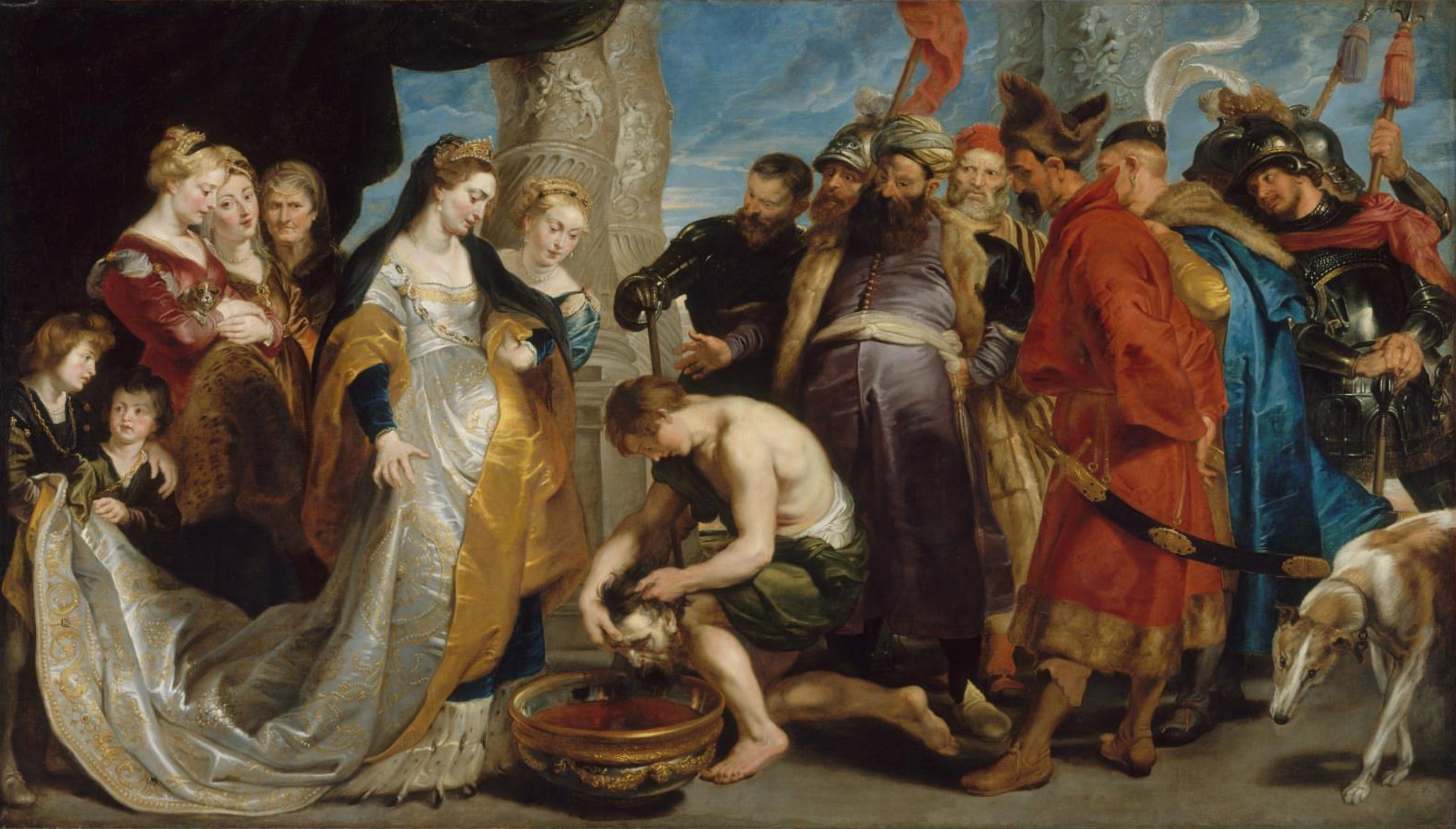
Tomürisz vérbe mártatja Kurus fejét. Rubens festménye

Tomürisz (kelet-iráni: Tahmirih, „Bátor”) a masszaget szövetség ászi királynője volt; a mai Türkmenisztán, Afganisztán, Kazahsztán és Üzbegisztán egy részén uralkodott. Hérodotosz szerint Tomürisz győzte le és végeztette ki II. Kurus perzsa királyt, az Óperzsa Birodalom alapítóját.

## Története
Tomürisz és fia Szpargapiszész is iráni származásúak, mivel először görög források írtak róluk, a nevük hellén formája használatos leginkább.
Számos görög történetíró megírta Tomürisz legendás történetét, mely szerint a királynő legyőzte a területe meghódítására érkező II. Kurus perzsa királyt és lefejeztette. Az első klasszikus történetíró, aki lejegyezte a történetet, Hérodotosz volt az i. e. 5. században, de Sztrabón, Polüainosz, Cassiodorus, valamint Iordanes is említi, utóbbi a Getica (A gótok eredete és tettei) című művében. Hérodotosz szerint Kurus először csapdába csalta a masszagétákat, hátrahagyott egy tábort bőséges lakomával és borral, és mikor a masszagéták seregének egyharmada itt álomba merült (mert nem voltak hozzászokva a borhoz), lecsaptak rájuk és többségüket foglyul ejtették, köztük a sereg vezérét, Tomürisz fiát, Szpargapiszészt is, aki felébredvén szégyenében öngyilkos lett (Hérodotosz: 1.211). Tomürisz ezt követően minden erejével azon volt, hogy legyőzze Kurust, a második csatában a masszagéták kerekedtek felül és lemészárolták a perzsákat. Kurus is a harctéren esett el, Tomürisz megkerestette a testét, levágatta a fejét és egy vérrel teli tömlőbe mártotta: „Bár élek és győztem, mégis megöltél engem, mert fiamat csellel elfogtad, ezért, ahogy megígértem, kielégítem vérszomjadat!” (Hérodotosz: 1.214). Xenophón szerint azonban saját ágyában halt meg békében.

## Megjelenése a művészetekben
William Shakespeare VI. Henrik című drámájában Auvergne grófnője így szól:

| „                                                        | Kivetve a tőr: hogyha jól sül el, E tett olyan hiressé tesz, miként Cyrus halála scytha Tomyrist. | ” |
| – második felvonás, III. szín, fordította: Lehr Zsigmond |                                                                                                   |   |

Tomürisz történetét számos ismert művész megörökítette, köztük Rubens, Allegrini, Luca Ferrari, Mattia Preti, Gustave Moreau vagy Severo Calzetta da Ravenna.
Több író, költő is feldolgozta a történetet, többek között Halima Xudoyberdiyeva üzbég költőnő.
A Kazakhfilm stúdió filmet forgat Tomüriszről Almira Turszin (Альмира Турсын) színésznő főszereplésével.
Tomürisz a Civilization VI című videójátékban a szkíták uralkodónője.
Az A Sound of Thunder amerikai metalegyüttes 2018-as It Was Metal című albumán szerepel egy Tomyris című dal, melyet a történelmi személyiség ihletett.

## Névadóként
Tomüriszről nevezték el a tomyris közép-ázsiai lepkefajt, valamint az 590 Tomyris kisbolygót.

## Fordítás
Ez a szócikk részben vagy egészben  a   Tomyris című angol Wikipédia-szócikk fordításán alapul.  Az eredeti cikk szerkesztőit annak laptörténete sorolja fel. Ez a jelzés csupán a megfogalmazás eredetét és a szerzői jogokat jelzi, nem szolgál a cikkben szereplő információk forrásmegjelöléseként.